# Cornelius Franciscus de Nelis

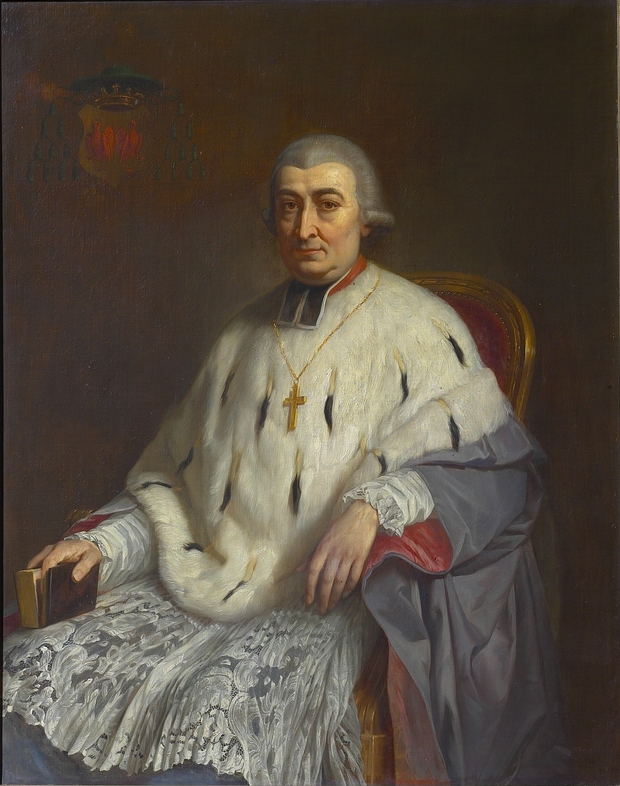
Portret van C.F. de Nelis als bisschop van Antwerpen

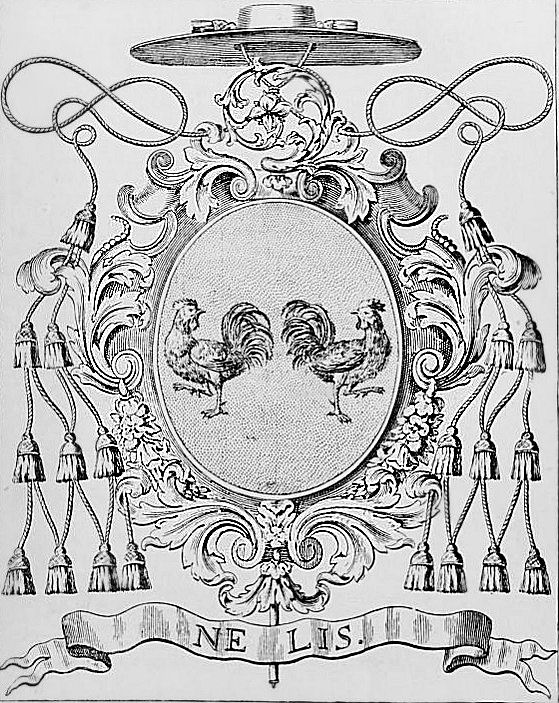
Wapenschild met Latijnse spreuk Ne lis ("Geen twist" en zinspeling op zijn naam)

Cornelius Franciscus de Nelis (Mechelen, 5 juni 1736 - Camaldoli, 21 augustus 1798) was prelaat, filosoof en staatsman, en laatste bisschop van Antwerpen van 1785 tot 1798 onder het ancien régime.

## Familie
Nelis was een zoon van Cornelis de Nelis, advocaat bij de Grote Raad van Mechelen en griffier van het Land van Grimbergen, en van diens eerste vrouw Marie-Thérèse Walschaerts. Hij was een broer van de Mechelse burgemeester ridder Jan Karel de Nelis, die net zoals Mgr de Nelis actief zou blijken zowel bij het Oostenrijks bestuur der Nederlanden als bij de oprichting van de Verenigde Nederlandse Staten.

## Kanunnik en hulpbisschop
Na klassieke humaniora te hebben gevolgd bij de oratorianen in Mechelen, studeerde hij aan de universiteit van Leuven: filosofie, theologie, kerkelijk en burgerlijk recht. In 1753 werd hij uitgeroepen tot primus in de filosofie. 
Nelis werd directeur van het college in Mechelen. In 1758 werd hij aangesteld als bibliothecaris van Leuvense universiteit. Daarop drukte hij zijn stempel door zijn vele hervormingen. Zo hief hij taks op het uitlenen van werken en installeerde hij een universitaire drukkerij in 1759. Nelis was ook preceptor van de zoon van graaf de Neny. In 1760 werd hij licentiaat in de godgeleerdheid en tot priester gewijd (20 september 1760).
In 1765 werd Nelis kanunnik benoemd in het kapittel van de kathedraal van Doornik, waarna hij naar die stad verhuisde. Hij werd als vicaris medebestuurder tijdens het vacant zijn van de zetel. Ook nog in 1765 sprak hij de lijkrede uit over keizer Frans I in de Brusselse Sint-Michiels en Sint-Goedelekathedraal.
Op voorstel van Nelis werd in 1769 in Brussel een Société littéraire (vrij vertaald: een letterkundig genootschap) opgericht, met goedvinden van keizerin Maria Theresia van Oostenrijk. De Société littéraire werd in 1772 omgevormd tot de Keizerlijke en Koninklijke Academie van Wetenschappen en Letteren van Brussel, waarvan drijvende kracht Nelis uiteraard lid was. In 1777 werd hij ook lid van de Koninklijke Commissie voor het Onderwijs, met de steun van keizerin Maria Theresia. In 1780 hield hij de lijkrede over keizerin Maria Theresia in Brussel. Sindsdien leefde hij grotendeels in Brussel, als raadgever voor het Oostenrijks bestuur. Af en toe trok hij naar de Staten van het Doornikse waar hij zetelde, en naar het bisdom Doornik, waar hij vicaris-generaal was.

## Bisschop
Hij was kandidaat voor de bisschopszetel in Brugge, maar werd niet benoemd. Weinige tijd later, in 1785, werd hij bisschop van Antwerpen, ditmaal met de steun van keizer Jozef II. Hij werd op 5 juni 1785 tot bisschop gewijd in de Sint-Romboutskathedraal van Mechelen door de aartsbisschop Joannes Henricus van Frankenberg.

## Brabantse Revolutie en Franse Revolutie
Als lid van de Staten-Generaal en eerste voorzitter van deze assemblee, nam hij deel aan de Brabantse Revolutie. Hij was een medestander van Hendrik van der Noot en kanunnik Pieter Simon Van Eupen en zetelde alzo in het Soeverein Congres van de Verenigde Nederlandse Staten, waarvan hij ook de eerste voorzitter was. Hij was de redacteur van de Akte van Unie en van oprichting van de republiek van de Verenigde Nederlandse Staten.

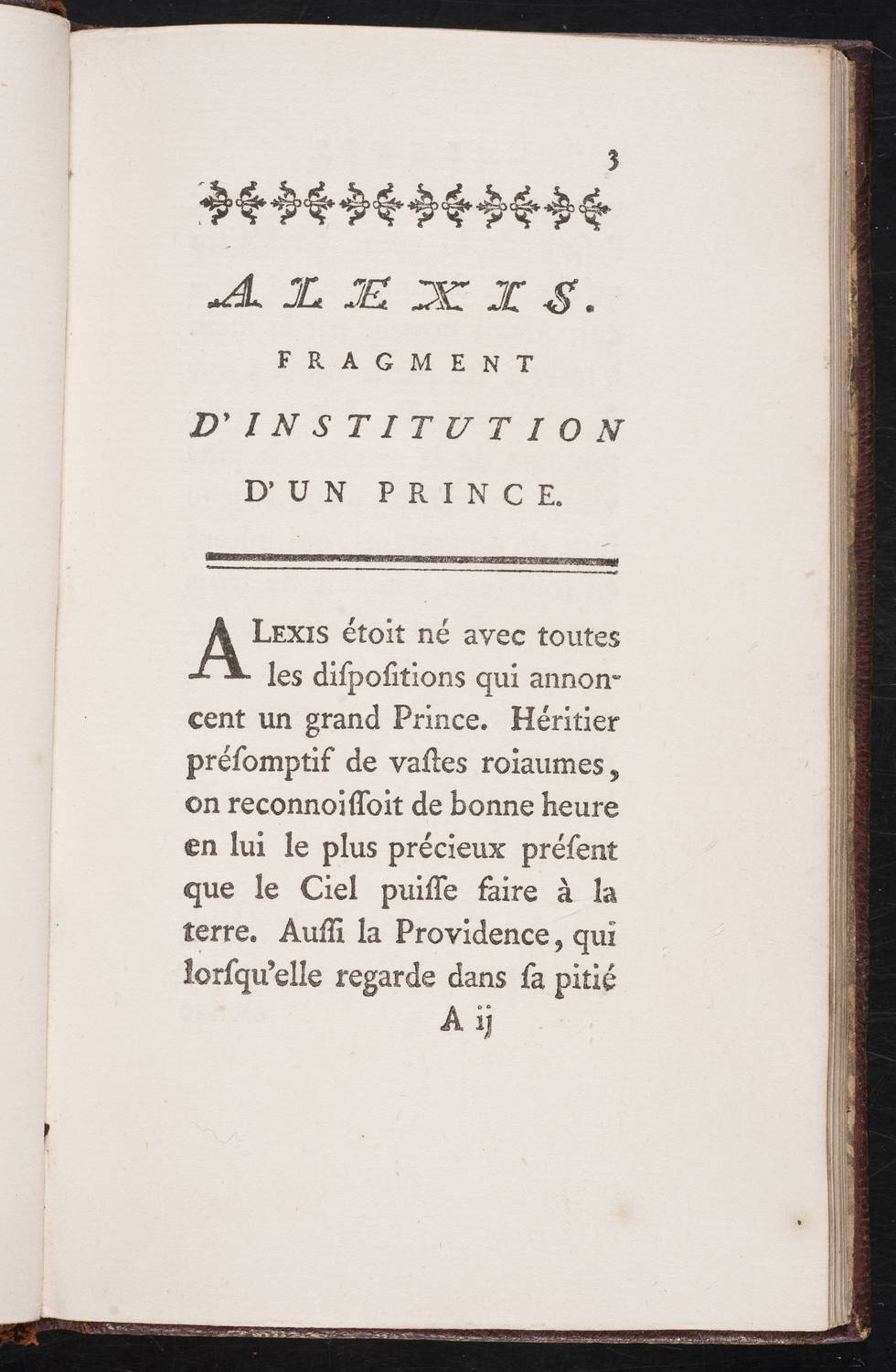
Alexis. Fragment d'institution d'un prince (1763). Nelis printte dit werk op zijn illegale private drukpers. Zijn voorliefde voor de neoclassicistische typographie pure is zichtbaar. Alexis werd door de Vlaamse overheid als topstuk erkend. Het werk wordt bewaard door KU Leuven Bijzondere Collecties en is digitaal toegankelijk.

Na de terugkeer van de Oostenrijkers werd hij afgevaardigde van de Staten van Brabant en woonde de eedaflegging van keizer Leopold II bij op 30 juni 1791 in Brussel. Het waren zijn laatste jaren als bisschop van Antwerpen en van het bisdom Antwerpen uit het ancien régime.
In 1794 vluchtte hij voor de Franse revolutionairen naar de Noordelijke Nederlanden en verbleef er in Leiden. Hij reisde verder naar Duitsland en Italië. Hij verbleef er eerst in Bologna en vervolgens in de hoofdabdij der camaldulenzers in Camaldoli bij Florence. Hij overleed in deze abdij op 21 augustus 1798. De Fransen lieten geen benoeming meer toe van een bisschop van Antwerpen. Met het Concordaat van 1801 werd het bisdom Antwerpen afgeschaft en gevoegd bij het aartsbisdom Mechelen.

## Publicaties
- Fragment sur les principes du vrai bonheur. Discours à Lysimaque, Leuven, 1763. Beschikbaar via KU Leuven Special Collections.
- Alexis. Fragment d'institution d'un prince, Leuven,1763.
- Oratio in funere Francisci I, Leuven, 1765.
- Collectio opusculorum ad historiam litterariam Belgicam pertinentium, Leuven, 1765-1767.
- Oraison Funèbre de Marie Thérèse, Brussel, 1781. Beschikbaar via KU Leuven Bijzondere Collecties
- L'Aveugle de la Montagne, ou Entretiens philosophiques, Amsterdam en Parijs, 1789-1793, Parma, 1795, Rome, 1797 en Parijs, 1798. Editie van 1798 beschikbaar via KU Leuven Special Collections
- Belgicarum rerum prodromus; sive de historia Belgica ejusque scriptoribus praecipiis commentatio, Antwerpen, 1790 en Parma, 1795.